# Cnemaspis avasabinae
Cnemaspis avasabinae — вид ящірок з родини геконових (Gekkonidae). Описаний у 2020 році.

## Поширення
Ендемік Індії. Поширений на пагорбах Веліконда в горах Східні Гати у штаті Андхра-Прадеш.